# Slingram
Slingram är mätutrustning och metod för prospektering av malm. Utrustningen består av en källa till magnetiskt växelfält och en mottagare på fast avstånd. Båda utgörs av bärbara spolar - trådslingor på ramar. Fältet i mottagaren har normalt bara en komponent, den i fas med källfältet. Om elektriska ledare - till exempel kopparmalm - finns i marken uppstår även en komponent, som är en kvartsperiod före källfältet. De två komponenternas styrka ger upplysning om bland annat ledarens djup och kvalitet. 
Slingramen uppfanns av geofysikern Sture Werner och instrumentmakaren Alfred Holm och är den i världen mest använda metoden vid elektromagnetisk prospektering. Det första instrumentet byggdes vintern 1936 vid Sveriges Geologiska Undersökning (SGU) för en snabb kartläggning av elektriskt ledande kroppar i berggrunden ner till ett djup av cirka 50 meter. Denna, och andra elektromagnetiska och elektriska metoder som utvecklades, gjorde SGU till en internationell spjutspets inom området.